# Michel Thévoz

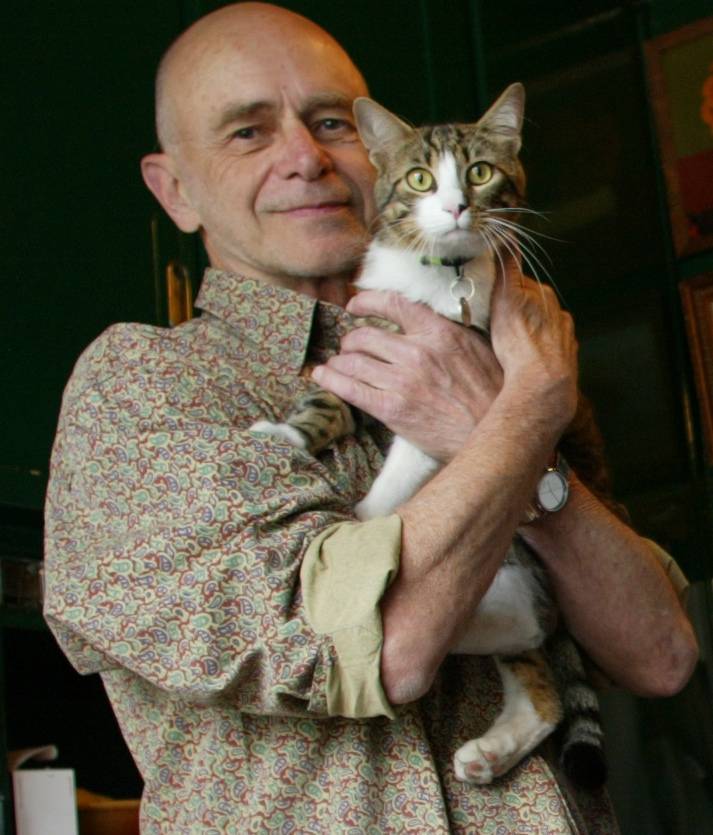
Michel Thévoz (2005)

Michel Thévoz (* 1936 in Lausanne) ist ein Schweizer Kunsthistoriker. Er ist Experte für Art brut, Honorarprofessor der Universität Lausanne und Gründungsdirektor der Collection de l’Art Brut in Lausanne.

## Leben und Wirken
Nach einem Studium der Literaturwissenschaft an der Universität Lausanne studierte Michel Thévoz an der École du Louvre in Paris. Als Kunsthistoriker und Konservator arbeitete er in Halbzeit-Anstellung am Musée cantonal des beaux-arts de Lausanne. 1976 übernahm er die Leitung des neugegründeten Musée de l’Art brut. 2001 gab er dieses Amt zugunsten seiner Nachfolgerin und ehemaligen Studentin Lucienne Peiry auf.
Neben dem Art Brut beschäftigt sich Michel Thévoz in seinen Publikationen und Essays mit Grenzen und Grenzüberschreitungen: dem Akademismus, der Kunst der Geisteskranken, der Selbsttötung und dem Spiritismus.
Thévoz war mit der 2014 verstorbenen Künstlerin Emilienne Farny verheiratet.

## Veröffentlichungen
- Art Brut. Skira, Genf 1975. ISBN 978-2-605-00307-5.
Deutsche Übersetzung: Art Brut. Kunst jenseits der Kunst. AT-Verlag, Aarau 1990. ISBN 978-3-85502-386-8.
- Le langage de la rupture. Presses Universitaires de France (PUF), Paris, 1978. ISBN 978-2-13-035633-2.
- Les écrits bruts. PUF, Paris, 1979. ISBN 978-2-13-035870-1.
- L’académisme et ses fantasmes. Ed. de Minuit, Paris 1980. ISBN 978-2-7073-0318-9.
- Art, Folie, LSD, Graffiti, etc. L’Aire, Lausanne 1985. ISBN 978-2-88108-472-0.
- L’écrit, le signe : autour de quelques dessins d'ecrivains, mit Annie Cohen, Bernard Noel. Paris, BPI 1991. ISBN 978-2-902706-49-5.
- Martin Luther, l’inventeur de la solitude, mit Frédéric Pajak. L’Aire, Vevey 1997. ISBN 978-2-88108-459-1.
- Dubuffet. Skira, Genf 1986, Neuauflage 1998. ISBN 978-2-605-00087-6.
- Le théâtre du crime. Essai sur la peinture de David. Ed. de Minuit, Paris 1989. ISBN 978-2-7073-1312-6.
- Art Brut, psychose et médiumnité. La Différence, Paris 1990. ISBN 978-2-7291-1267-7.
- Requiem pour la folie. La Différence, Paris 1995. ISBN 978-2-7291-1115-1.
- "Collection de l'Art Brut Lausanne", deutsche Übersetzung, Schweizerisches Institut für Kunstwissenschaft, Zürich 2001. ISBN 3-908196-04-3
- L’esthétique du suicide. Ed. de Minuit, Paris 2003. ISBN 978-2-7073-1852-7.
- Tout va bien. Favre, Lausanne 2004. ISBN 978-2-8289-0796-9.
- Dubuffet & l’Art Brut, mit Jean-Hubert Martin, Lucienne Peiry, Mattijs Visser. 5 Continents, Mailand 2005. ISBN 978-88-7439-226-1.
- L’Heure d’hiver. Favre, Lausanne 2008. ISBN 978-2-8289-0951-2.
- Le corps peint. Skira, Genf 1984.
Deutsche Übersetzung: Der bemalte Körper. Zürich, Opinion AG 1990. ISBN 978-3-85504-097-1.
- Jacqueline Oyex. Infolio, Gollion 2011. ISBN 978-2-88474-624-3.
- Émilienne Farny et l'oiseau noir. Lausanne, art&fiction, 2015. ISBN 978-2-940377-89-3